# Samsung Galaxy 3

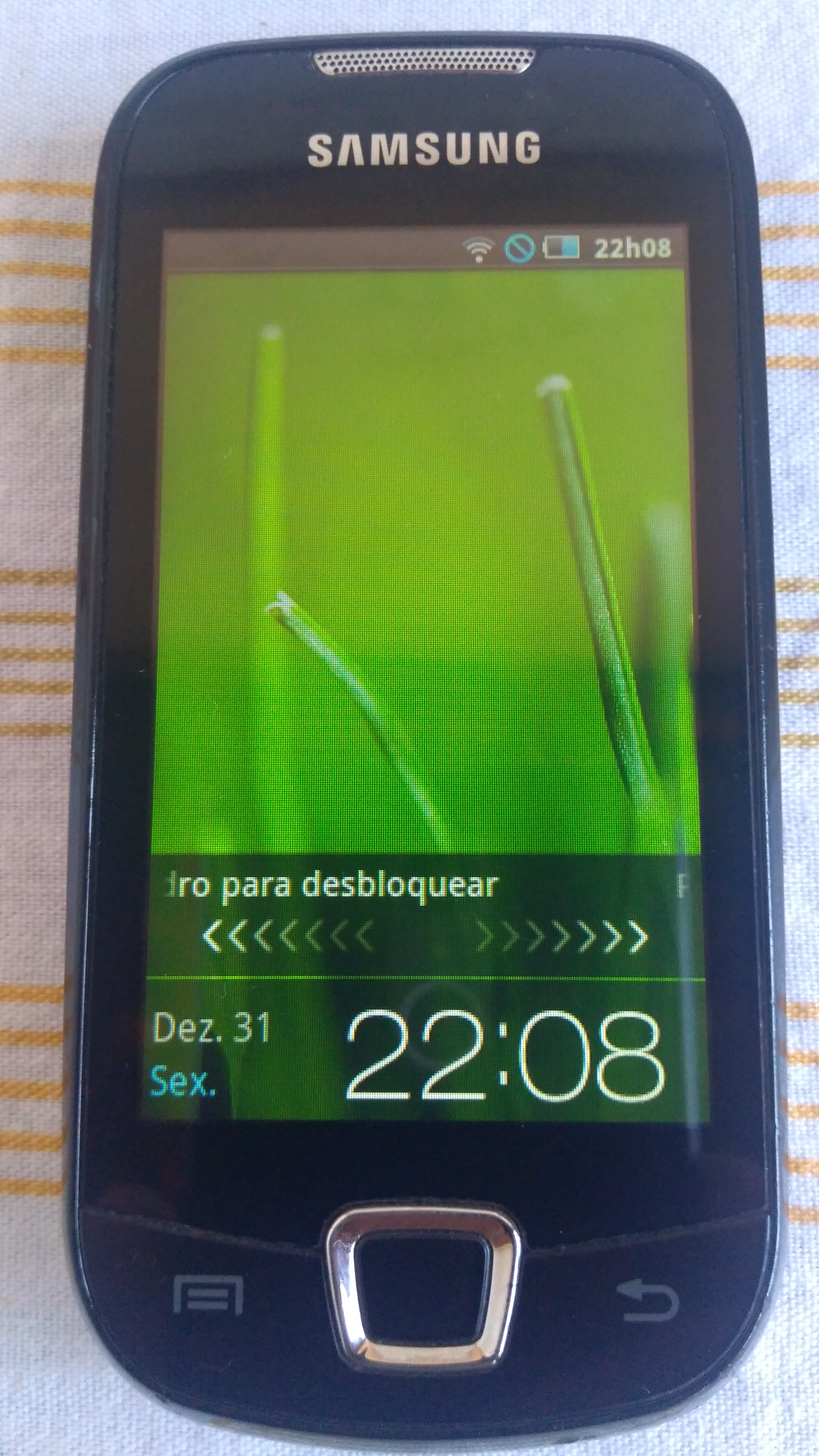
Samsung Galaxy 3 (GT-I5800) на Android 2.2 Froyo

Samsung Galaxy 3, также известный как Samsung Galaxy Apollo, Samsung Galaxy Mini в Италии или Samsung Galaxy 580 в Гонконге, представляет собой смартфон производства Samsung, работающий под управлением операционной системы Android с открытым исходным кодом. Анонсированный и выпущенный Samsung в июле 2010 года Galaxy 3 приходит на смену Samsung Galaxy Spica.

## История
Будучи бюджетным смартфоном среднего класса, предназначенным для массового рынка, Galaxy 3 имел несколько компромиссов по сравнению с Galaxy S с точки зрения аппаратного обеспечения.
Это была первая модель Samsung Galaxy, которая производилась и продавалась в больших объемах (в отличие от Galaxy Spica и i7500, которые не имели такого успеха), что заставило остальную часть мобильной индустрии последовать их примеру.
Galaxy Apollo — это вариант Galaxy 3, также известный как GT-I5800. Он также был выпущен в качестве эксклюзивных подвариантов для операторов связи Orange (i5801) в Великобритании, Optimus (i5801) в Португалии и Telus Mobility (i5800L / Samsung Apollo) в Канаде. По сравнению с обычным Apollo/I5800, эксклюзивные модели оператора отличаются другим дизайном передней панели, в котором вместо физических клавиш используются сенсорные кнопки, более закругленная кнопка «Домой» и немного другая задняя часть.
Samsung Galaxy 3 получил бронзовую награду CNET Asia Reader's Choice Award как лучший смартфон начального уровня в 2010 году.

## Характеристики
Galaxy 3 — это смартфон 3,5G, предлагающий четырехдиапазонный GSM и заявленный двухдиапазонный HSDPA (900/2100) со скоростью 3,6 Мбит/с. Телефон оснащен 3,2-дюймовым емкостным сенсорным экраном TFT LCD с 3,2-мегапиксельной камерой с автофокусом. Чип FM-радио RDS. Телефон оснащен процессором Samsung с частотой 667 МГц, 256 МБ оперативной памяти и разрешением экрана 240 x 400 с 16 миллионами цветов. Телефон работает под управлением Android 2.1 Eclair и TouchWiz 3.0. Известный своими возможностями интеграции с социальными сетями и мультимедийными функциями, Galaxy 3 также предустановлен с Google Mobile Apps и Layar для обеспечения функций дополненной реальности.

## Обновление прошивки

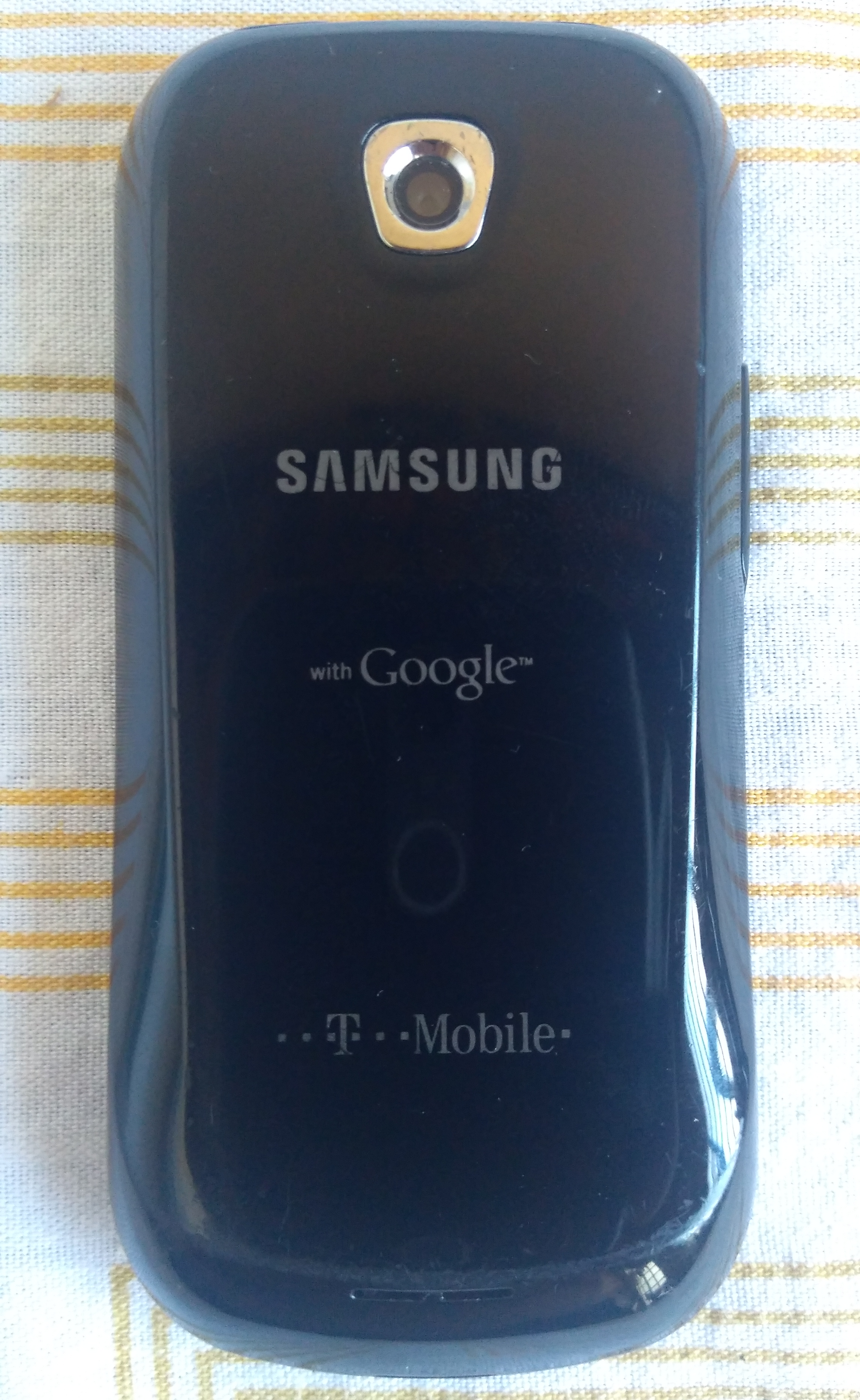
Samsung Galaxy 3 (GT-I5800) - задняя крышка

Обновление до Android 2.2 Froyo было выпущено Samsung в некоторых регионах. Ближе к началу 2011 года было заявлено, что обновление находится в стадии разработки, его выпуск запланирован на конец января 2011 года в Сингапуре, который был отложен на неопределенный срок, и в апреле 2011 года для Европы.
Обновление до Android 2.2 Froyo было выпущено 13 апреля 2011 года для индийских пользователей через Samsung Kies. 13 мая 2011 года обновленные краткие руководства для Великобритании и Кипра, относящиеся к версии устройства Froyo, были опубликованы на веб-сайте Samsung, что указывает на скорый выпуск обновления прошивки. Несколько месяцев спустя, во второй половине 2011 года, обновление Froyo было официально выпущено в Греции и Великобритании через Kies.

### Неофициальные прошивки
Неофициально участники XDA Developers портировали:
- GingerBread – версия Android v2.3.x
- Ice Cream Sandwich - версия Android v4.0.3
- Jelly Bean – версия Android v4.1.1

Хотя багов в нем было немного, пользователи от души их приветствовали и использовали на своих устройствах.
В настоящее время ведется работа над портом для Jelly Bean — Android версии v4.1.1. По состоянию на 18 сентября 2012 года порт Android Jelly Bean имел огромный успех, поскольку в этом порту не работает только камера. Другая команда разработчиков работает над созданием нового ядра. Он основан на последнем ядре Linux v3.4. По завершении этого проекта разработчики будут освобождены от использования исходного кода ядра Samsung, в котором отсутствуют необходимые драйверы, что делает ранние порты очень сложными. Это также гарантирует, что любая будущая версия Android сможет работать на этом устройстве.